# Celama angulata
Celama angulata är en fjärilsart som beskrevs av Moore 1888. Celama angulata ingår i släktet Celama och familjen trågspinnare. Inga underarter finns listade i Catalogue of Life.